# Florens von Heydwolff
Florens Franz Louis Friedrich von Heydwolff (* 22. Januar 1839 in Münster; † 28. Januar 1919 in Germershausen) war ein preußischer Generalleutnant.

## Leben

### Herkunft
Florens war der älteste Sohn von Ludwig von Heydwolff (1807–1885) und dessen Ehefrau Josephine, geborene von Hanmann (1813–1877). Sein Vater war preußischer Oberstleutnant, Erbherr zu Germershausen und Oberweimar sowie Abgeordneter im Kurhessischen Kommunallandtag.

### Militärkarriere
Heydwolff wurde im elterlichen Hause erzogen und absolvierte das Abitur am Gymnasium in seiner Heimatstadt. Am 17. Oktober 1858 trat er als Dreijährig-Freiwilliger mit Aussicht auf Beförderung in das Kaiser Franz Grenadier-Regiment der Preußischen Armee ein und avancierte bis Mitte Januar 1860 zum Sekondeleutnant. Nach einem Kommando zur Militärschießschule in Spandau wurde er Anfang Oktober 1864 Adjutant des Füsilier-Bataillons. In dieser Eigenschaft nahm Haydwolff während des Krieges gegen Österreich an den Kämpfen bei Soor sowie Königgrätz teil und wurde mit dem Roten Adlerorden IV. Klasse mit Schwertern ausgezeichnet.
Nach dem Krieg stieg er Anfang September 1866 zum Premierleutnant auf und wurde ein Jahr später mit einem Patent vom 30. November 1864 in das Anhaltische Infanterie-Regiment Nr. 93 versetzt. Für ein Jahr war Haydwolff ab Oktober 1867 zur Dienstleistung beim Hessischen Jäger-Bataillon Nr. 11 in Marburg kommandiert. Zu Beginn des Krieges gegen Frankreich nahm er als Kompanieführer an den Kämpfen bei Beaumont und Sedan sowie der Belagerung von Toul teil. Unter Beförderung zum Hauptmann wurde Heydwolff am 20. September 1870 Kompaniechef und beteiligte sich während der Belagerung von Paris an den Gefechten bei Pierrefitte und Épinay-sur-Seine. Für sein Wirken erhielt er beide Klassen des Eisernen Kreuzes, das Ritterzeichen I. Klasse des Hausordens Albrechts des Bären sowie das Ritterkreuz II. Klasse des Bayerischen Militärverdienstordens mit Schwertern.
Anfang Juni 1874 wurde Heydwolff seinem Regiment aggregiert und als Adjutant beim Stab der IV. Armee-Inspektion kommandiert. Mitte Mai 1876 trat er mit der Ernennung zum Chef der 9. Kompanie im 1. Hannoverschen Infanterie-Regiment Nr. 74 wieder in den Truppendienst zurück. Unter Verleihung des Charakters als Major zunächst Mitte August 1878 seinem Regiment aggregiert, erhielt er Anfang Dezember das Patent zu seinem Dienstgrad und wurde Mitte Juni 1880 einrangiert. Vom 8. Mai 1881 bis zum 14. April 1886 war er Kommandeur des Füsilier-Bataillons, wurde anschließend als Oberstleutnant dem 4. Garde-Grenadier-Regiment Königin in Koblenz aggregiert und am 13. Mai 1886 einrangiert. Nach seiner Verwendung beim Stab beauftragte man ihn am 4. August 1888 unter Stellung à la suite mit der Führung des Anhaltischen Infanterie-Regiments Nr. 93. Am 13. November 1888 avancierte Heydwolff zum Oberst und Regimentskommandeur. Er war ab dem 23. Juli 1891 zur Vertretung des beurlaubten Kommandeurs der 14. Infanterie-Briagde, Generalmajor Max Gottschalck, nach Magdeburg kommandiert und wurde am 22. August Generalmajor und Brigadekommandeur. In gleicher Eigenschaft erfolgte am 18. Oktober 1891 seine Versetzung nach Braunschweig zur 40. Infanterie-Brigade und im gleichen Monat erhielt Heydwolff die Erlaubnis zur Annahme des Kommandeurzeichens I. Klasse des Hausordens Albrechts des Bären. Anlässlich des Ordensfestes wurde er im Januar 1893 mit dem Roten Adlerorden II. Klasse mit Eichenlaub und Schwertern am Ringe ausgezeichnet und am 16. März 1893 in Genehmigung seines Abschiedsgesuches mit Pension zur Disposition gestellt.
Nach seiner Verabschiedung lebte Heydwolff auf seinem Gut Germershausen und erhielt am 21. Mai 1907 den Charakter als Generalleutnant.

### Familie
Heydwolff hatte sich am 14. April 1869 in Germershausen mit Marianne Milchling von Schönstadt (* 1843) verheiratet. Aus der Ehe gingen der Sohn Georg (1870–1917), der als preußischer Major im Infanterie-Regiment „Graf Dönhoff“ (7. Ostpreußisches) Nr. 44 bei Wytschaete fiel, sowie die Tochter Marie (* 1872) hervor.